# Поликсенид
Поликсенид е наварх известен със службата си при селевкидския цар Антиох III Велики.

## Биография
Той произлиза от Родос, но е прокуден от родния си остров по неизвестни причини. За първи път името му се споменава във връзка със събития от 209 г. пр.н.е.. Тогава Поликсенид командва група наемници от Крит по време на експедицията на Антиох в Хиркания.
През 192 г. пр.н.е. селевкидският цар започва война с Римската република като навлиза с армия в континентална Гърция. По времето на този конфликт Поликсенид е назначен за главнокомандващ военноморските сили на Антиох. Сред първите негови действия като такъв е да съдейства за превземането на Халкида. През зимата на тази година е изпратен в Азия, за да събере допълнителни сили. Впоследствие отново е споменат в историческите извори след тежкото поражение на царя от римляните в битката при Термопилите, когато той отново получава началството на селевкидския флот, за да отбранява егейското крайбрежие на Мала Азия и Хелеспонта.
Първоначално Поликсенид е базиран в Лизимахия и когато разбира, че Гай Ливий Салинатор е пристигнал в Егейско море със своите кораби, за да усили римския флот, той убеждава Антиох да му позволи да действа преди римляните да съединят корабите си с морските сили на техните съюзници Пергам и Родос. Позволение е получено, но селевкидския адмирал не успява да спре обединението на вражеските сили, въпреки което той влиза в битка с вражеския флот при Корикус. Численото превъзходство на римляните и съюзниците им изиграва решаваща роля и селевкидския флот губи 10 потопени и 13 пленени кораба, а Поликсенид е принуден да се оттегли с останалите си сили в пристанището на град Ефес. Тук той прекарва зимата в консолидиране на силите си и през пролетта на 190 г. пр.н.е., когато разбира, че част от родоския флот е напуснал базата си, решава да направи нов опит да му попречи да се съедини със съюзниците си. Поради това той влиза в преговори с командира на родоските кораби опитвайки се да го излъже, че е готов да предаде селевкидския флот печелейки достатъчно време, за да атакува изненадващо и да унищожи голяма част от родоската армада от 33 кораби. След този успех Поликсенид отплава към остров Самос, където се надява да влезне в бой с римския флот, но намеренията му са възпрепятствани от буря, която го принуждава да се прибере в Ефес.
Междувременно римляните на Гай Ливий Салинатор са усилени с родоска ескадра от 20 кораби предвождана от Евдам и сами се опитват да подмамят Поликсенид да влезе в бой, но не успяват. Скоро начело на римския флот застава новият командир Луций Емилий Регил, който също не успява да въвлече селевкидския командир в сражение. Антиох III, обаче е решен да провокира решително сражение, което да пречупи равнопоставеността на силите в Егейско море. Поради това той обсажда по суша стратегически незначимия град Нотиум и нарежда на Поликсенид да напусне Ефес с флота и да се придвижи към обсаденото селище, надявайки се този ход да е достатъчен да накара римския флот да напусне базата си на Самос и да влезе в решителна битка. Планът на Антиох се оказва успешен. Флотът на Регил напуска базата си и докато събира провизии от град Теос до него достига новината, че селевкидския флот е в непосредствена близост, поради което римляните и съюзниците им бързо отплават в търсене на сражение.
Поликсенид дава решителна битка на римляните при Мионеса, където селевкидския флот се ползва с известно числено превъзходство от 89 кораби срещу 80 римски и родоски. Това не се оказва достатъчно и Поликсенид претърпява решаващо поражение като отстъпва с остатъците от флота си към Ефес. Загубата на 42 кораба се оказва непоправима и Поликсенид губи каквато и да е по нататъшна възможност да оспорва римското морско превъзходство. Скоро след това той заминава за Сирия, за да се присъедини към Антиох и за него повече нищо не е известно.